# Jorge Oyarbide
Jorge Luis Oyarbide Timote (Paysandú, Uruguay, 6 de julio de 1944 - 14 de noviembre de 2013) fue un futbolista uruguayo, jugaba de puntero derecho.

## Trayectoria
Inició su carrera en 1961 en el club Nacional de Montevideo, donde consiguió los títulos de primera división en 1963 y 1966. Además fue finalista de Copa Libertadores en 1964 donde cayó 0:1 ante Independiente de Avellaneda y en 1967 donde perdieron 1:2 con Racing de Argentina.
En 1968 pasó a jugar al Gremio de Brasil, ahí fue campeón del Campeonato Gaúcho en 1966.
Además jugó en el Junior de Barranquilla, en el Atlético Bella Vista, en Defensor Sporting donde fue campeón de primera división en 1976, finalizando su carrera en el Veracruz de México.

## Selección nacional
Fue internacional con la selección de fútbol de Uruguay entre 1961 y 1967. Se perdió la Copa Mundial de Fútbol de 1966 debido a una lesión. Fue campeón de la Copa América en 1967, donde fue el segundo goleador del torneo al marcar 4 goles, solo superado por Luis Artime de Argentina.

### Participaciones en Copa América
| Copa                         | Sede    | Resultado | Partidos | Goles |
| ---------------------------- | ------- | --------- | -------- | ----- |
| Campeonato Sudamericano 1967 | Uruguay | Campeón   | 5        | 4     |

## Estadísticas

### Clubes
| Club                   | País     | Año         |
| ---------------------- | -------- | ----------- |
| Nacional               | Uruguay  | 1961 - 1967 |
| Gremio                 | Brasil   | 1968 - 1969 |
| Junior de Barranquilla | Colombia | 1970 - 1971 |
| Atlético Bella Vista   | Uruguay  | 1972        |
| Defensor Sporting      | Uruguay  | 1976        |
| Veracruz               | México   | 1977        |

## Palmarés

### Títulos nacionales
| Título            | Club              | País    | Año  |
| ----------------- | ----------------- | ------- | ---- |
| Primera División  | Nacional          | Uruguay | 1963 |
| Primera División  | Nacional          | Uruguay | 1966 |
| Campeonato Gaúcho | Gremio            | Brasil  | 1968 |
| Primera División  | Defensor Sporting | Uruguay | 1976 |